# El criat de dos amos
El criat de dos amos (Il servitore di due padroni o Arlecchino servitore di due padroni en l'original italià) és una famosa comèdia en 3 actes de Carlo Goldoni, escrita l'any 1745.
Carlo Goldoni no fou el creador de la història, que va ser interpretada el 1718 per Luigi Riccoboni al Teatre Italià de París, dins d'una obra de Jean-Pierre des Ours de Mandajors. Goldoni la va escriure a petició de l'actor Antonio Sacchi, conegut per la seva interpretació del paper d'Arlequí. Truffaldin és el nom que rep l'Arlequí en el text originari. L'obra es va interpretar a Venècia el 1746. Però no va ser fins a 1753 que Goldoni la redacta tenint en compte la interpretació d'Antonio Sacchi.
El criat de dos amos va ser traduïda al català per Joan Oliver, publicada l'any 1963, tot i que fou representada per primer cop l'any 1956.